# Cambridge American Cemetery and Memorial
Cambridge American Cemetery and Memorial ist ein amerikanischer Soldatenfriedhof mit einer Gedenkstätte westlich der Universitätsstadt Cambridge in England. Hier ruhen insgesamt 3812 gefallene Soldaten, die in Frankreich, Italien und Nordafrika ihr Leben lassen mussten.

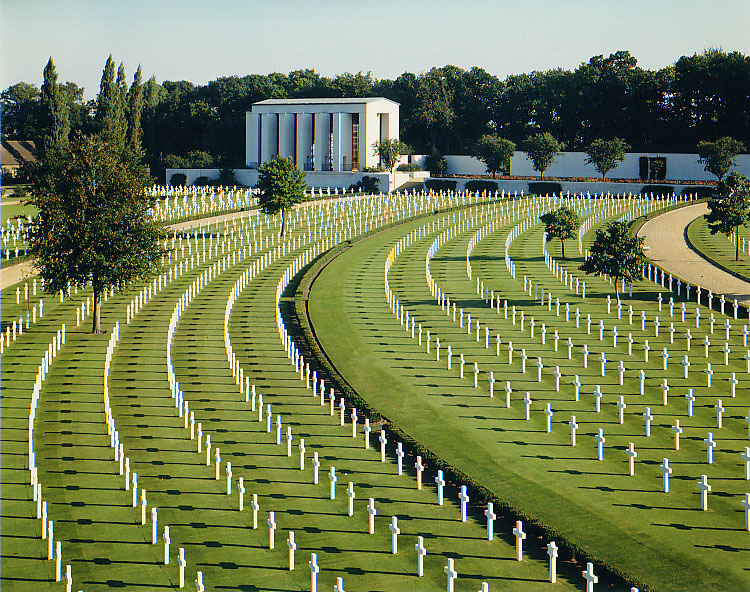
Panoramablick über die Kriegsgräberstätte Cambridge

## Entstehungsgeschichte
Mit dem Eintritt der Vereinigten Staaten in den Zweiten Weltkrieg wurden auf englischem Boden große Munitions- und Gerätedepots eingerichtet. Es folgten Versorgungseinrichtungen und militärische Basen. Die Anlandungen in der Normandie vom 6. Juni 1944 wurden aus den Kontroll- und Befehlszentren in Großbritannien gesteuert. Zuvor waren fast zwei Millionen amerikanische Soldaten und Unterstützungskräfte im Süden Englands stationiert. Der Cambridge American Cemetery hat eine Ausdehnung von 12,5 Hektar und ist einer der vierzehn permanenten amerikanischen Kriegsgräberstätten, der von der American Battle Monuments Commission erbaut wurde. Zunächst wurde er 1943 als vorläufiger Friedhof eingerichtet, das notwendige Land wurde der Kommission von der Universität Cambridge geschenkt. Nach dem Kriegsende wurde dieser Friedhof als bleibende Erinnerung zum einzigen amerikanischen Soldatenfriedhof auf der britischen Insel umgebaut, die Eröffnung und Einweihung erfolgte am 16. Juni 1956.

## Allgemeine Beschreibung
Der Friedhof wurde von den Architekten Perry, Shaw, Hepburn und Dean aus Boston (Massachusetts) entworfen und gebaut. Die landschaftliche Gestaltung erfolgte durch die Landschaftsarchitekten Gebrüder Olmsted aus Brookline (Massachusetts). Der Haupteingang liegt an der südwestlichen Ecke der Anlage, hier schließt sich gleichfalls das Besuchergebäude an, an dem eine bronzene Ehrentafel angebracht ist, auf der die Gemeinden Chesthunt und Waltham Cross den Gefallenen ihre Ehrerbietung bezeugen. In Anlehnung an das Besuchergebäude ist, auf einer Plattform, ein großer Fahnenmast errichtet. Von hier aus hat der Besucher einen Panoramablick über die gesamte Kriegsgräberstätte. Das sich an die Plattform anschließende Wasserbecken erstreckt sich als eine Art Sichtachse bis zum gegenüberliegenden Ehrenmal. An der Südseite des Wasserbeckens sind auf einer großen Tafel die vermissten Kriegsteilnehmer aufgelistet.
Die Friedhofsanlage hat die Form eines Viertelkreises, dessen West- und Südseite jeweils von Bäumen gefasst ist. Nach Nordosten öffnet der Friedhof einen weitläufigen Blick über die ländliche Landschaft der Umgebung. Erschlossen wird die Anlage vom Mittelpunkt des Viertelkreises. Dort befindet sich eine Plattform mit einem Flaggenmast.

## Das Ehrenmal

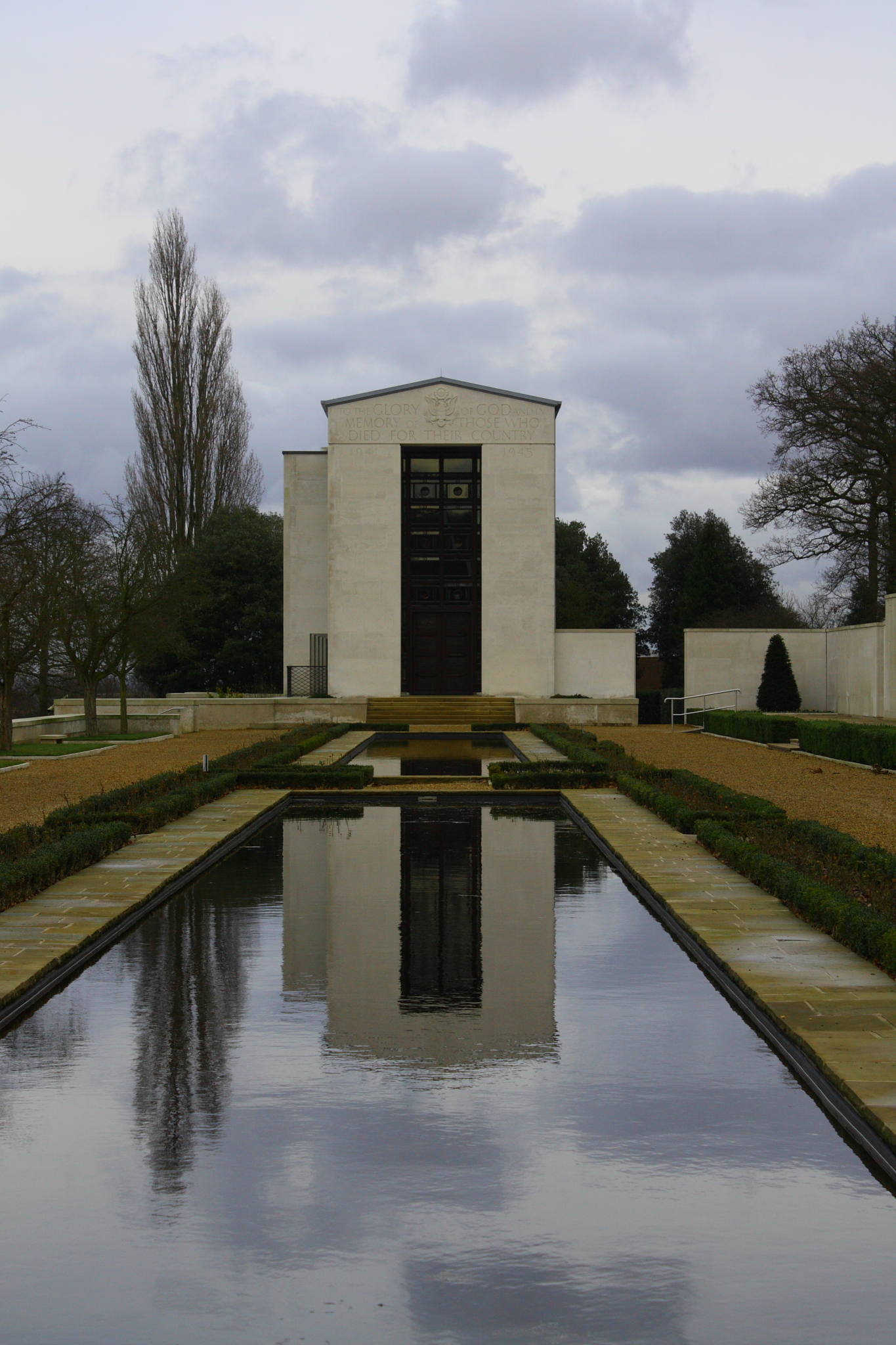
Ehrenmal und Kapelle

Das Ehrenmal wurde aus Portlandsteinen erbaut, über dem Eingang folgende Inschrift eingraviert:

„Herr gewähre ihnen die letzte Ruhe“

Unterhalb des Balkongeländers steht geschrieben:

„In dankbarer Anerkennung für ihr Opfer und im stolzen Gedenken ihrer Tapferkeit“

Der Eingang auf der Westseite ist von zwei Säulen begrenzt, auf dem darüber errichteten Dreieck im Dachgiebel steht folgende Widmung:

„Zu Ehren Gottes und im Gedenken an die, die hier für ihr Land starben 1941–1945“

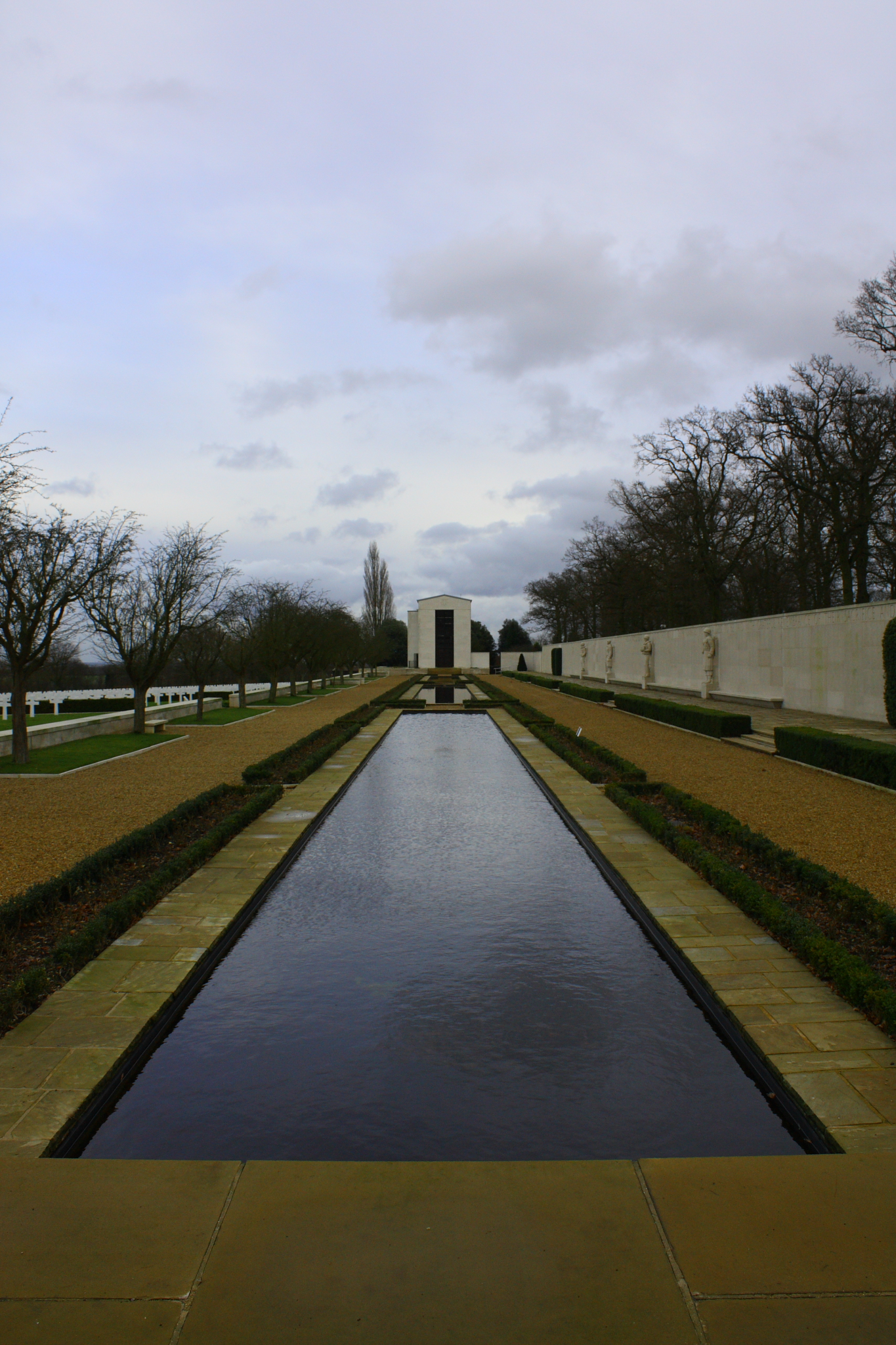
Das Ehrenmal

Die Hauptpforte zum Ehrenmal besteht aus Teakholz, auf ihr sind in Bronzebildern Kriegsausrüstungen, Artilleriewaffen, Panzerfahrzeuge, Flugzeuge und Schiffe dargestellt, die während der Kampfhandlungen zum Einsatz gekommen sind. An der südlichen Außenwand ist ein Relief angebracht, welches die Landkarte von Großbritannien darstellt. Zusätzlich sind die Nationalwappen des Vereinigten Königreiches und der Vereinigten Staaten von Amerika angeordnet sowie eine Widmung des britischen Volkes installiert worden. In die Landkarte eingearbeitet wurden die Standorte der amerikanischen Streitkräfte, des Weiteren wurden die Hauptangriffsrichtungen der verbündeten Streitkräfte in einer Lagekarte dargestellt.
Im Innenraum der Gedenkstätte wurden große Lagekarten installiert, auf denen die militärischen Operationen dargestellt werden, darüber befinden sich sieben Tafeln, auf denen der Kriegsverlauf in Europa, Nordafrika und Japan beschrieben wird. Seitlich und über dem Eingang werden die britischen und amerikanischen Orden und Ehrenzeichen abgebildet. Auf den großen Glasfenstern wurden die Wappen der US-Staaten – in der Reihenfolge ihres Einsatzbeginns –, das Nationalwappen der USA sowie die Wappen der Distrikte von Columbia, Alaska, Hawaii und Puerto Rico eingearbeitet.

## Die Kapelle
Die Eingangstür zur Kapelle besteht aus Teakholz, über dem Eingang stehen die in Bronze gehaltenen Worte: „In deine Hände Herr“, im Chorraum die zwei Worte „Glaube“ und „Hoffnung“. Auf dem aus Portlandstein errichteten Altar befindet sich auf der Frontseite ein Bronzekreuz, rechts und links des Altares steht ein dekorativer mehrarmiger Kerzenständer. Das von Francis Scott Bradford geschaffene Mosaik stellt im Zentrum den „Siebten Engel der Apokalypse“ (11,15 ) dar, der von schemenhaft dargestellten Flugzeugen und trauernden Engeln umgeben ist. Das Dunkelblau der Decke symbolisiert die Tiefe des Meeres und die Unendlichkeit, während die helleren Farben das Licht widerspiegeln, das durch die Wolken bricht und einen Neubeginn ankündigen soll. In der Decke ist folgende Inschrift angebracht:
„Im stolzen und dankbaren Gedenken an die Männer der amerikanischen Luftstreitkräfte, die von dieser befreundeten Insel ihren letzten Flug antraten. Sie kannten nicht ihre Todesstunde und wurden weit entfernt von ihrer Heimat abberufen, um den heldenhaften Fliegern, die vor ihnen gegangen sind, zu folgen. Mögen sie in Frieden ruhen“.
Die um den Altar gruppierten Schiffe sollen an die Gefallenen der Marine erinnern, die Darstellung des christlichen Kreuzes und des Davidsterns deutet darauf hin, dass an dieser Stelle Menschen mit unterschiedlichen Religionen beigesetzt wurden.
An einer aus Portstein erbauten Mauer sind Ehrentafeln für die Vermissten angebracht. Die 5126 Namen erinnern an die Vermissten oder im Meer Ertrunkenen, aber auch an die vielen unbekannten Opfer. Über der Ehrentafel ist in goldenen Lettern ein Auszug aus der Ehrenansprache Präsident Eisenhowers graviert. Entlang der Ehrenmauer sind vier Statuen errichtet, sie stehen für einen Heeressoldaten, einen Marinesoldaten, einen Flieger und einen Angehörigen der Küstenwache.

## Die Grabstätten

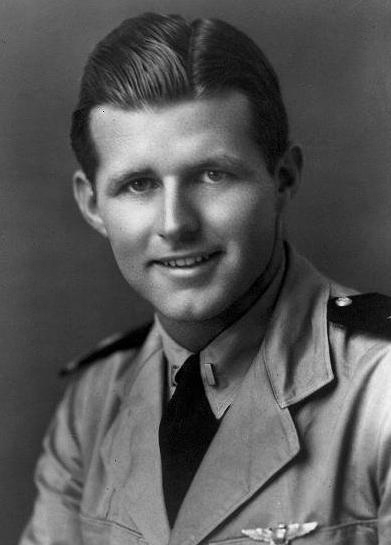
Joseph P. Kennedy Jr.

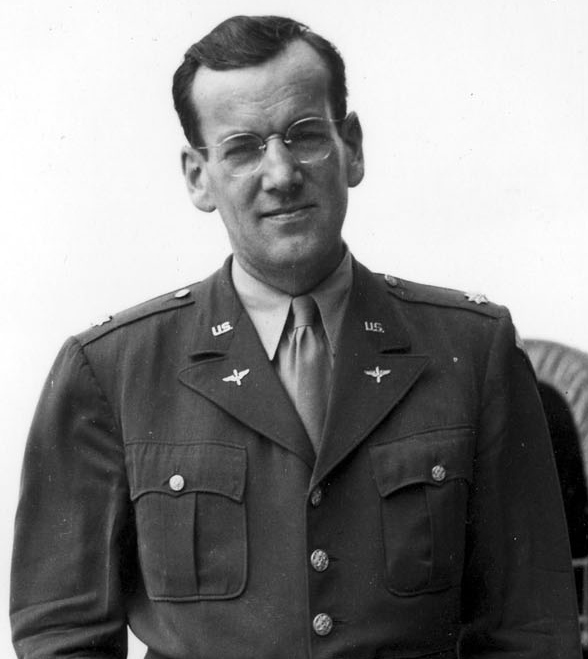
Glenn Miller während seiner Dienstzeit beim US Army Air Corps

Die insgesamt 3809 Grabsteine, davon 24 für unbekannte Soldaten, sind in sieben Halbbögen in der Form eines Fächers aufgestellt, die durch die Grabreihen angelegte Wege formen sinnbildlich die Speichen eines Rades. In den Gräbern ruhen Soldaten der amerikanischen Streitkräfte und einige Soldaten aus Kanada, Chile, Dänemark, England, Griechenland, den Niederlanden, Malta, Norwegen, Panama, Portugal und Schottland. Die beiden bekanntesten Namen auf der Vermisstenliste sind die von Glenn Miller und Joseph P. Kennedy junior.

## Die gärtnerische Gestaltung
Der Friedhof ist auf einem Hügel erbaut, von dem man, bei klarer Sicht, bis nach Cambridge sehen kann. Eingerahmt wird die Anlage im Westen und Süden durch eine Baumlandschaft und Wälder, zum Norden hin wird sie durch die Straße nach Madingley abgegrenzt. Das auf der Sichtachse angelegte Wasserbecken wird von Polyantha-Rosen eingerahmt. An den Ehrentafeln sind Doppelreihen von Hagedorn gesetzt. An der westlichen Seite, entlang der Wasserstraße, befindet sich dann der Zugang zu den Grabstätten. Zwischen den Grabreihen wurden breite Wege errichtet und zwischen diesen japanische Pagodenbäume gepflanzt. Ein breiter Kiesweg, der mit Rosen und Forsythien eingegrenzt ist, führt zum Denkmal dieser Anlage.